# Ян-Майкл Вінсент
Ян-Майкл Вінсент (англ. Jan-Michael Vincent; 15 липня 1944 — 10 лютого 2019) — американський актор.

## Біографія
Ян-Майкл Вінсент народився 15 липня 1944 року в місті Денвер, штат Колорадо, США. Закінчив у 1963 році середню школу Ганфорд, штат Каліфорнія. Вивчав драматичне мистецтво в коледжі у місті Вентура, Південна Каліфорня.
У кіно дебютував в 1967 році у фільмі «Бандити», в якому зіграв роль Тея Брауна. Найуспішнішими в кінокар'єрі стали 70-і роки: «Іди додому» (1971), «Механік» (1972), «Лихоманка на білій смузі» (1975), «Хлопець з морської піхоти» (1976), «Велика середа» (1978), «Проклята алея» (1977). Найвідомішу свою роль Ян-Майкл виконав у телесеріалі «Повітряний вовк» (1984–1986). Останнім фільмом, в якому зіграв актор, стала стрічка «Білий хлопець» (2002).
Мав ліцензію пілота вертольота. Двічі потрапляв в дуже серйозні автокатастрофи. У 1996 році через перелом трьох шийних хребців його голос став скрипучим.
Був одружений з 1974 по 1975 роки на Бонні Портман, у них народилася одна дитина. Вдруге одружився у 1986 році на Джоан Робінсон, у 1997 вони розлучилися. У 2000 році його дружиною стала Патриція Енн.
Ян-Майкл Вінсент жив на власному ранчо в Редвуді, на північ від Віксбургу, штат Місісіпі. У 2012 році Вінсенту ампутували нижню половину правої ноги через ускладнення від захворювання периферичних артерій. Вінсент мав протез правої ноги, а іноді користувався інвалідним візком.
Помер 10 лютого 2019 року.

## Фільмографія
| Рік       |    | Українська назва                   | Оригінальна назва             | Роль                  |
| --------- | -- | ---------------------------------- | ----------------------------- | --------------------- |
| 1967      | ф  |                                    | The Mechanic                  | Тай Браун             |
| 1968      | ф  |                                    | Journey to Shiloh             | «Маленький» Лакет     |
| 1969      | ф  |                                    | The Undefeated                | лейтенант Бубба Вілкс |
| 1971      | с  | Димок зі ствола                    | Gunsmoke                      | Тревіс Колтер         |
| 1972      | ф  | Механік                            | The Mechanic                  | Стів МакКенна         |
| 1973      | ф  | Найвидатніший спортсмен у світі    | The World's Greatest Athlete  | Нану                  |
| 1975      | ф  | Прикуси пулю                       | Bite the Bullet               | Карбо                 |
| 1975      | ф  | Лихоманка на білій смузі           | White Line Fever              | Керрол Джо Хаммер     |
| 1977      | ф  | Проклята долина                    | Damnation Alley               | Таннер                |
| 1981      | ф  | Сувора країна                      | Hard Country                  | Кайл                  |
| 1984—1986 | с  | Повітряний вовк                    | Airwolf                       | Стрінгфеллоу Хоук     |
| 1987      | ф  | Народжений у східному Лос-Анджелес | Born in East L.A.             | Маккалістер           |
| 1989      | ф  | Список жертв                       | Hit List                      | Джек Коллінз          |
| 1989      | тф | Тарзан у Мангеттені                | Tarzan in Manhattan           | Брайтмор              |
| 1990      | ф  | Ворожий прибулець                  | Alienator                     | командир              |
| 1990      | ф  | Екстро 2                           | Xtro II: The Second Encounter | доктор Рон Шепард     |
| 1991      | ф  | Затяжний постріл                   | Hangfire                      | полковник Джонсон     |
| 1993      | ф  | Смертельно небезпечні              | Deadly Heroes                 | Коді Грант            |
| 1994      | с  | Ренегат                            | Renegade                      | Макс                  |
| 1995      | в  | Червона лінія                      | Red Line                      | Келлер                |
| 1997      | с  | Детектив Неш Бріджес               | Nash Bridges                  | Боббі Чейз            |
| 1998      | ф  | Баффало-66                         | Buffalo '66                   | Сонні                 |